# Mochlus laeviceps
Mochlus laeviceps — вид сцинкоподібних ящірок родини сцинкових (Scincidae). Ендемік Сомалі.

## Поширення і екологія
Mochlus laeviceps мешкають в прибережних районах на півдні Сомалі, в регіонах Бенадір і Нижня Шабелле. Вони живуть в пустельних районах, місцями порослих сухими чагарниками.